# Арагві
Ара́гві — річка на сході Грузії, ліва притока Кури. Довжина 66 км, площа басейну 2 744 км². Утворюється злиттям Білої і Чорної Арагви, які беруть початок на схилах Великого Кавказу. 
Середні витрати біля села Жинвалі 43,4 м³/с. На річці Жинвальське водосховище. Вода використовується для зрошення. 
В долині Арагві проходить південна частина Воєнно-Грузинської дороги. В гирлі — місто Мцхета.

## ГЕС
На річці Жинвальське водосховище, яке використовується ГЕС Жинвалі.